# ليندا جراي
ليندا جراي (بالإنجليزية: Linda Gray) (و. 1940 – م) هي ممثلة، وعارضة، وممثلة تلفزيونية، وممثلة مسرحية، من الولايات المتحدة الأمريكية، ولدت في سانتا مونيكا، كاليفورنيا.

## وصلات خارجية
- ليندا جراي على موقع IMDb (الإنجليزية)
- ليندا جراي على موقع الموسوعة البريطانية (الإنجليزية)
- ليندا جراي على موقع روتن توميتوز (الإنجليزية)
- ليندا جراي على موقع ألو سيني (الفرنسية)
- ليندا جراي على موقع ألو سيني (الفرنسية)
- ليندا جراي على موقع ميوزك برينز (الإنجليزية)
- ليندا جراي على موقع أول موفي (الإنجليزية)
- ليندا جراي على موقع قاعدة بيانات برودواي على الإنترنت (الإنجليزية)
- ليندا جراي على موقع قاعدة بيانات الأفلام السويدية (السويدية)
- ليندا جراي على موقع إن إن دي بي (الإنجليزية)